# Jagadish Shukla
Jagadish Shukla (nascido em 1944) é um meteorologista indiano e professor da Universidade George Mason nos Estados Unidos.

## Primeiros anos
Shukla nasceu em 1944 na vila de Mirdha, no bairro de Ballia, em Uttar Pradesh, na Índia.